# Erving Goffman

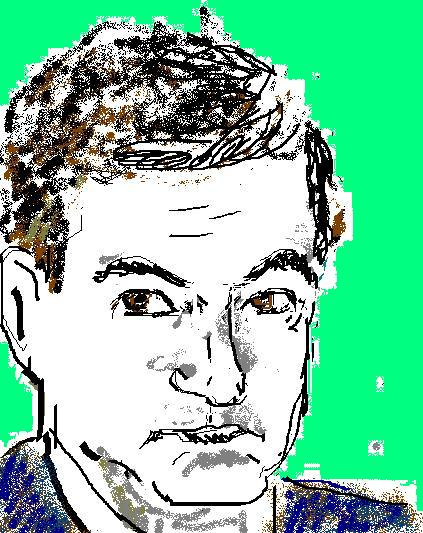
Erving Goffman

(Erving Goffman)
Erving Goffman (Mannville, 11 giugno 1922 – Filadelfia, 19 novembre 1982) è stato un sociologo canadese naturalizzato statunitense.

## Biografia
Nato a Mannville, in Canada, l'11 giugno 1922, compì gli studi accademici tra Toronto (1945) e Chicago (1953).
Il principale contributo di Goffman alla teoria sociale è la sua formulazione dell'interazione simbolica nel suo La vita quotidiana come rappresentazione (The Presentation of Self in Everyday Life) del 1959. Sebbene Goffman sia spesso classificato come un interazionista simbolico, egli tentò di correggere i difetti del cosiddetto indirizzo di pensiero. Per Goffman, la società non è una creatura omogenea. Noi dobbiamo recitare in modo diverso a seconda dei diversi teatri. Il contesto che dobbiamo giudicare non è un'ampia società, ma un contesto specifico. Goffman indica che la vita è un teatro, dove il comportamento individuale è interpretabile alla luce dell'ampio contesto sottostante all'interazione simbolica faccia a faccia.
Autore, nel 1961, del testo Asylums. Le istituzioni totali: i meccanismi dell'esclusione e della violenza (Asylums: Essays on the Condition of the Social Situation of Mental Patients and Other Inmates) - che sarà il capostipite di un filone di pensiero - per il quale aveva attinto informazioni all'Istituto d'igiene mentale di Washington, descrive la "istituzionalizzazione" come la reazione dei pazienti alle strutture burocratiche di un'istituzione ospedaliera. Goffman usa la fenomenologia per comprendere come gli esseri umani percepiscano le interazioni che essi osservano ed alle quali partecipano. Per Goffman non esiste alcuna "verità vera", ma solo interpretazioni che sono vere per ciascun individuo. Insieme a Thomas Szasz (1920-2012), nel 1970 fonda la “American Association for the Abolition of Involuntary Mental Hospitalization”.
Ha anche scritto inoltre nel 1974 Frame analysis. L'organizzazione dell'esperienza (Frame analysis: An essay on the organization of experience). Molte delle sue opere formano la base della teoria del frame in sociologia e nella sociologia della comunicazione. Egli ha infine contribuito, assieme ad Harold Garfinkel, all'approfondimento di temi sia dell'etnometodologia che della microsociologia.

## Il concetto di Face
In quanto sociologo, Goffman si interessò particolarmente a come si comportano gli uomini quando si incontrano, indipendentemente da chi sono o dal motivo per il quale si incontrano. Il modo in cui si comunica non dipende unicamente da parole e gesti, ma anche dal modo in cui ci si veste o dagli oggetti che si utilizzano. Durante un'interazione infatti ciascuno di noi trasmette un'immagine di sé e allo stesso tempo ne riceve un'altra in cambio. Goffman si soffermò su come gli uomini tentano di mantenere costantemente un'immagine positiva e coerente di se stessi. In italiano, per esempio, esistono le espressioni come “Salvare la faccia” o “Metterci la faccia” o in inglese “Save somebody’s face” o “Lose somebody’s face”, ma il concetto che si avvicina maggiormente a quello espresso da Goffman è quello di «figura», come nelle espressioni “Fare bella/brutta figura”. Ciò che conta non è solamente come appariamo agli occhi degli altri, ma anche come crediamo di essere visti.
The term «face» can be defined as the positive social value a person effectively claims for himself by the line others assume he has taken during a particular contact.
Per spiegare il proprio punto di vista, Goffman utilizza diverse metafore prese direttamente dal palcoscenico: l'interazione sociale è vista come un dramma, in cui vi sono gli attori (la gente) che interpretano non tanto un personaggio inventato, quanto loro stessi, cercando di rappresentare chi credono di dover essere o sperano di riuscire ad essere, a seconda del palcoscenico sul quale si recita e a seconda del pubblico che osserva. Ovviamente, questo si ripercuote direttamente sul linguaggio e sul modo di parlare di ogni singola persona, che provando a mantenere l'immagine che si vuole mostrare, adopera particolari strategie. In questa prospettiva la lingua è in grado di fornire agli uomini le formule di cortesia che sono generalmente impiegate per riuscire a fare quello che si vuole o per mantenere i rapporti con le persone, assumendo un tipo di comportamento adeguato, che nella sociolinguistica viene definito <agire sociale strategico>. La nozione di Face di Goffman verrà ripresa da altri autori, quali Penelope Brown e Stephen Levinson nel loro libro Politeness: Some Universals in Language Usage (1978).